# Parc del Besòs (Sant Adrià de Besòs)
El Parc del Besòs és una zona verda de Sant Adrià de Besòs (Barcelonès) protegida com a Bé Cultural d'Interès Local.

## Descripció
El parc és situat al barri del Besòs, a tocar dels barris de la Mina i la Catalana. Ocupa un solar de 6,7 hectàrees, en forma de trapezi irregular, delimitat per la línia fèrria Barcelona-Mataró, el carrer Cristòfol de Moura, la Ronda de Sant Ramon de Penyafort i el carrer de Dalt (tocant als camps de futbol de la Federació Espanyola). La composició del parc juga amb la superposició de trames formades per esplanades d'herba i peces de formigó prefabricat, formant una trama rectilínia que contrasta amb la disposició ondulada d'un seguit de bales de formigó que recorden el recorregut d'un riu. L'espai queda definit per tres tanques de parterres arbrats que emergeixen sobre el pla de terra. Hi ha, però, diferents subespais que configuren el parc: l'esplanada pavimentada, les diferents zones de joc, les pèrgoles, la pista de bàsquet, etc.

## Història
El lloc on se situa aquest parc ocupa una petita part de les 190 hectàrees que Ildefons Cerdà havia proposat com a zona verda en el Pla de l'eixample barceloní aprovat el 1860. Planejaments posteriors van fer que gran part d'aquest espai fos destinat a usos diversos amb la creació de polígons residencials, entre 1960 i 1970, del Besòs i la Mina, la ronda del litoral, etc. Finalment, el Pla general metropolità qualificà aquesta zona com a parcs i jardins, la corporació metropolitana va expropiar els terrenys i el 1984 es va construir el primer parc urbà al marge dret del Besòs. Aquest indret antigament estava format per boscos i aiguamolls, eren terrenys de cacera, que es van dessecar i convertir en terres de conreu. Barcelona, segons Cerdà, havia d'estar envoltada per un cordó verd que començava a Montjuïc, continuava per Collserola i acabava al Besòs. Aquesta proposta, però, no es va dur a terme.